# Mansfield (Waszyngton)
Mansfield – miasto w Stanach Zjednoczonych, w stanie Waszyngton, w hrabstwie Douglas.

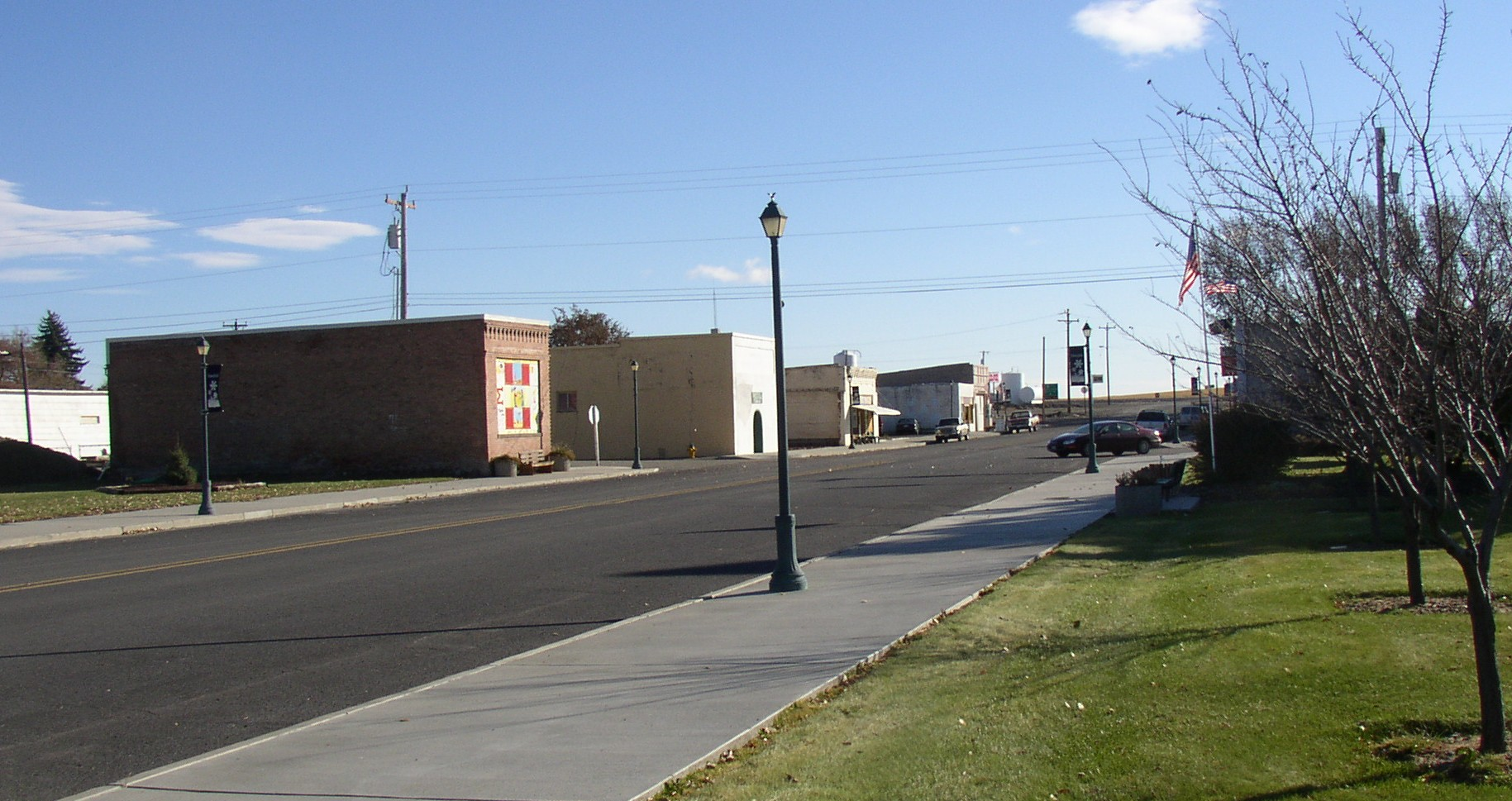
Główna ulica Mansfield

## Demografia
Według spisu z 2000 roku miasto zamieszkiwało 319 osób, 148 gospodarstw domowych i 95 rodzin mieszkających w mieście. Gęstość zaludnienia wynosiła 1,026 osób na kilometr kwadratowy (397,3/km ²).
Średni dochód dla gospodarstwa domowego w mieście wyniósł 28.750 dolarów, a średni dochód dla rodziny wynosi 42.500 dolarów. Dla mężczyzn 38.125 dolarów i 21.667 dolarów dla kobiet. Dochód na jednego mieszkańca dla miasta wyniósł 17.368 dolarów. 17,1% populacji żyło poniżej granicy ubóstwa, w tym 19,7% osób poniżej 18 roku życia i 6,3% osób powyżej 65 roku życia.